# Josep Maria Cañellas
Pour les articles homonymes, voir Cañellas.
Josep Maria Cañellas ou Josep Maria Cañellas Mata, né à Reus (Catalogne) le 19 février 1856 et mort à Paris le 12 juin 1902, est un photographe catalan ayant effectué l’essentiel de sa carrière à Paris.

## Biographie
Né à Reus, près de Tarragone, fils de Josep Cañellas Vilanova, fabricant de fils, et d’Emilia Mata Manset, elle-même fille d’un commerçant ayant fait fortune à Cuba au début des années 1850, on ignore à peu près tout des trente premières années de sa vie. On sait que, vers 1885, il est installé à Paris comme photographe professionnel et officie dans un studio au 17, rue André-del-Sarte, à Montmartre. Il est alors connu sous le nom de Josep Maria Cañellas Mata qu’il simplifie dans les années qui suivent en Josep Maria Cañellas. Un grand nombre de ses photographies seront dès lors signées à l’aide de ses initiales JMC. Il déménagera son studio successivement au 60, boulevard de Clichy (avant 1893-1895), au 65, rue des Abbesses (1895-1897) puis au 35, avenue de Wagram (1898-1902).
Il s’intègre très rapidement au monde artistique de Montmartre. Il fréquente les danseuses et danseurs des cabarets, notamment ceux du Moulin-Rouge dont il réalise plusieurs portraits. Il se lie également aux artistes-peintres, alors très nombreux dans le quartier, pour lesquels il exécute divers travaux de commande, des portraits d’enfants ou d’animaux ainsi que des études « académiques » de nus. C’est dans ce contexte qu’il forge son slogan Photographie des Artistes qu’il conservera tout au long de sa carrière. Le succès de ses premiers travaux sur les nus « académiques » l’amènera progressivement à se spécialiser dans la photographie de nu pour y consacrer l’essentiel de sa production dans les dernières années de sa vie.
Durant l’hiver 1888-1889, à la demande du mécène Josep Rubaudonadeu (ca), il retourne en Catalogne et réalise un très volumineux photo-reportage dans la région de l’Alt Empordà, aujourd’hui connu sous le nom d’Album Rubaudonadeu.
Cañellas s’est intéressé de près à la technique photographique et aux procédés mécaniques de prise de vue. En juin 1896, il dépose un brevet libellé « Nouveau système de commande pour la production des photographies animées  ». En 1899, il est admis comme membre de la Chambre syndicale de la photographie où il se fait le défenseur des droits d’auteur pour les photographes professionnels. En 1901, il gagne son procès contre la librairie A. Charles pour la reproduction non autorisée d’une de ses photographies en couverture du roman La Vierge de Babylone de Prosper Castanier (1898).
À l’Exposition universelle de 1900, Cañellas est récompensé d’une médaille de bronze dans la section III, classe 12, dénommée « Photographie  ». Parmi les photographies qu’il avait exposées figuraient deux portraits de la danseuse espagnole Anita Caro Feria.
Il se marie, plutôt tardivement, peu avant ses quarante-trois ans, avec une demoiselle Jeanne Martin, trente-trois ans, sans profession. L’acte de mariage est établi le 24 décembre 1898 à la mairie du Xe arrondissement de Paris. Parmi les témoins, on relève la présence des deux artistes-peintres Manuel Luque et Daniel Hernández, signe de liens forts qu’il conservera à la fois avec le monde artistique et la diaspora hispanophone à Paris.
Le couple n’aura pas d’enfants. Cañellas meurt de manière prématurée, à l’âge de 46 ans, en juin 1902, à son domicile de l’avenue de Wagram. Il est enterré au cimetière parisien de Saint-Ouen mais ses cendres seront dispersées quelques années plus tard.
Sa jeune veuve assurera encore quelques années la diffusion et la distribution des photographies de son mari, mais on ignore le sort qu’elle réserva à l’ensemble du fonds. Plusieurs photographies de nus seront reprises en cartes postales, la plupart du temps sans mention d’auteur.
On ne connaît pas non plus de photo-portrait de Cañellas ; seule son ombre apparaît sur quelques clichés.

## Présentation de l’œuvre
Cañellas signe généralement ses photos directement sur le négatif de ses initiales JMC suivies d’un numéro. Toutefois de nombreux tirages ne font pas apparaître de signature.
Plusieurs grands ensembles se dégagent de sa production photographique. Il est avéré qu’une partie importante de cette œuvre nous est inconnue, soit que les photographies existent mais n’aient pas été attribuées à Cañellas, soit que les photographies aient été détruites ou « sommeillent encore, en quelque lieu, dans l’indifférence » (Fourquier).
L’album Rubaudonadeu - Ce recueil de 555 photographies, distribuées en cinq albums, forme un ensemble à part, au croisement du journalisme et de l’enquête ethnographique. C’est un témoignage particulièrement remarquable de la vie quotidienne dans cette région du nord de la Catalogne. Ces photographies, redécouvertes en 1994, sont régulièrement reprises pour illustrer la Catalogne de la fin du XIXe siècle.
Les instantanés - Pour certains spécialistes, c’est la partie la plus originale et la plus novatrice du travail de Cañellas. Jusqu’au début des années 1890, Cañellas est descendu régulièrement dans la rue (souvent aux abords immédiats de son studio) pour prendre des clichés instantanés de scènes ordinaires de la vie à Paris (passants, promeneurs, marchands, manifestations, transports en commun...). Il est parmi les tout premiers, sinon le premier, à le faire, à une époque où le matériel de prise de vue, malgré des progrès considérables, restait encore imposant.
Les portraits - Si l’on se fie à la numérotation des clichés, lorsqu’elle est présente, les portraits furent sans doute les premiers travaux de Cañellas dans ses studios montmartrois et ceux qui contribuèrent à le faire connaître. Ce sont généralement des portraits d’artistes (danseuses, peintres, musiciens). On connaît de lui par exemple plusieurs portraits de danseuses du Moulin-Rouge.
Les études d’après nature – Dans la lignée des travaux d’Igout, Cañellas produit des photographies d’après nature à destination des artistes pour leur servir de modèles. Il représente ainsi des animaux, des enfants, des jeunes femmes. Auguste Rodin, Antoine Bourdelle, José Luis Pellicer ou Miquel Blay (ca) par exemple se porteront acquéreurs de ses photographies.
Les reproductions d’œuvres d'art - Sa relation privilégiée avec les artistes, et en particulier les peintres catalans ou espagnols installés ou de passage à Paris (entre autres Pellicer, Rusiñol, Zuloaga), l’a amené à acquérir un savoir-faire recherché dans la reproduction photographique des œuvres d’art. De telles reproductions photographiques permettaient alors à ces artistes de mieux faire connaître leur propre travail un peu partout dans le monde.
Les nus – Ils représentent la plus grosse partie de son œuvre, et sans doute la plus connue. Comme de nombreux autres photographes de son époque (Henri Oltramare ou, un peu plus tard, Jean Agélou, Julian Mandel), Cañellas a multiplié les vues de femmes nues dont le commerce s’avérait sans doute lucratif. C’est de loin la part la plus importante de sa production photographique qui nous soit parvenue (lui-même parle dans ses réclames d’une « grande collection d’études académiques d’après nature » et de « 4000 études de modèles vivants ») et celle qui fait aujourd’hui encore l’objet de nombreuses transactions sur les sites d’enchères.
Une exposition consacrée au photographe s’est tenue au musée de l’Empordà, à Figueres, du 17 décembre 2005 au 26 février 2006 et a donné lieu à la publication d’un catalogue trilingue (catalan, français, espagnol) très documenté illustré d’une centaine de ses photographies. C’est à ce jour la principale source d’information sur le photographe.
Une base de données accessible en ligne dénommée Photographie des Artistes inventorie plus d'un millier de photographies attribuées ou attribuables à Josep Maria Cañellas en leur associant des fiches descriptives détaillées.

Trois photographies de Josep Maria Cañellas
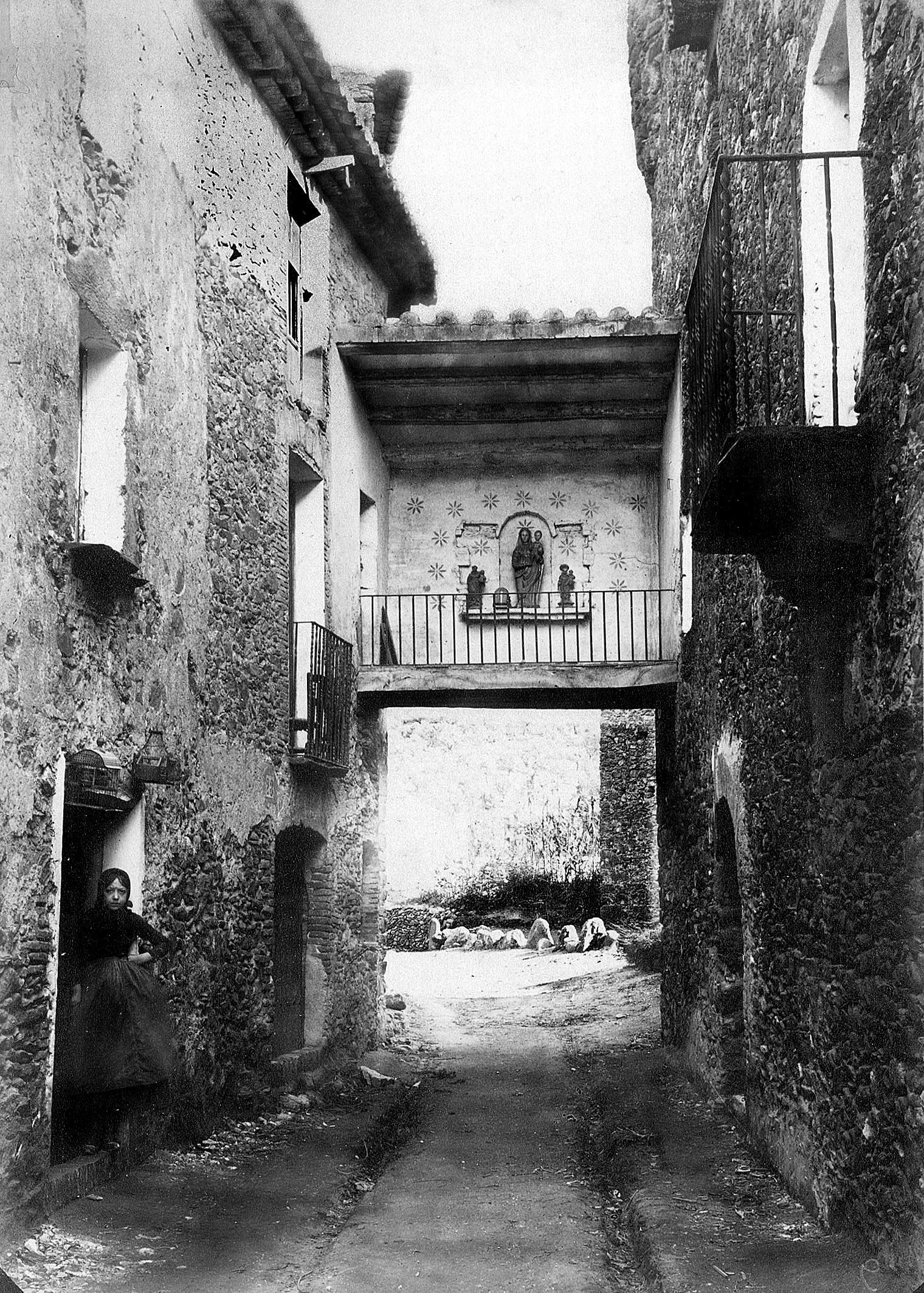
Vue d'une ruelle de Llançà dite "Porte de la mer"
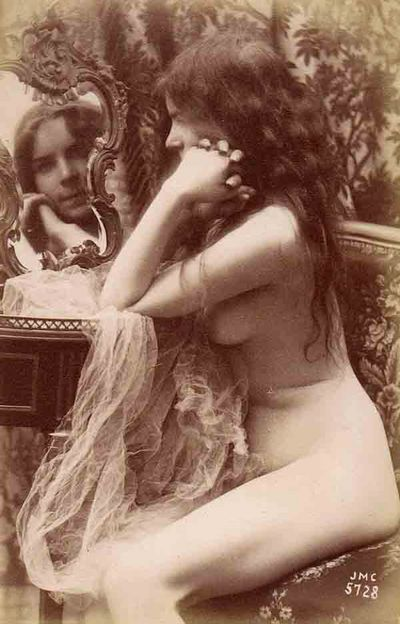
Nu féminin par Josep Maria Cañellas (JMC 5728)
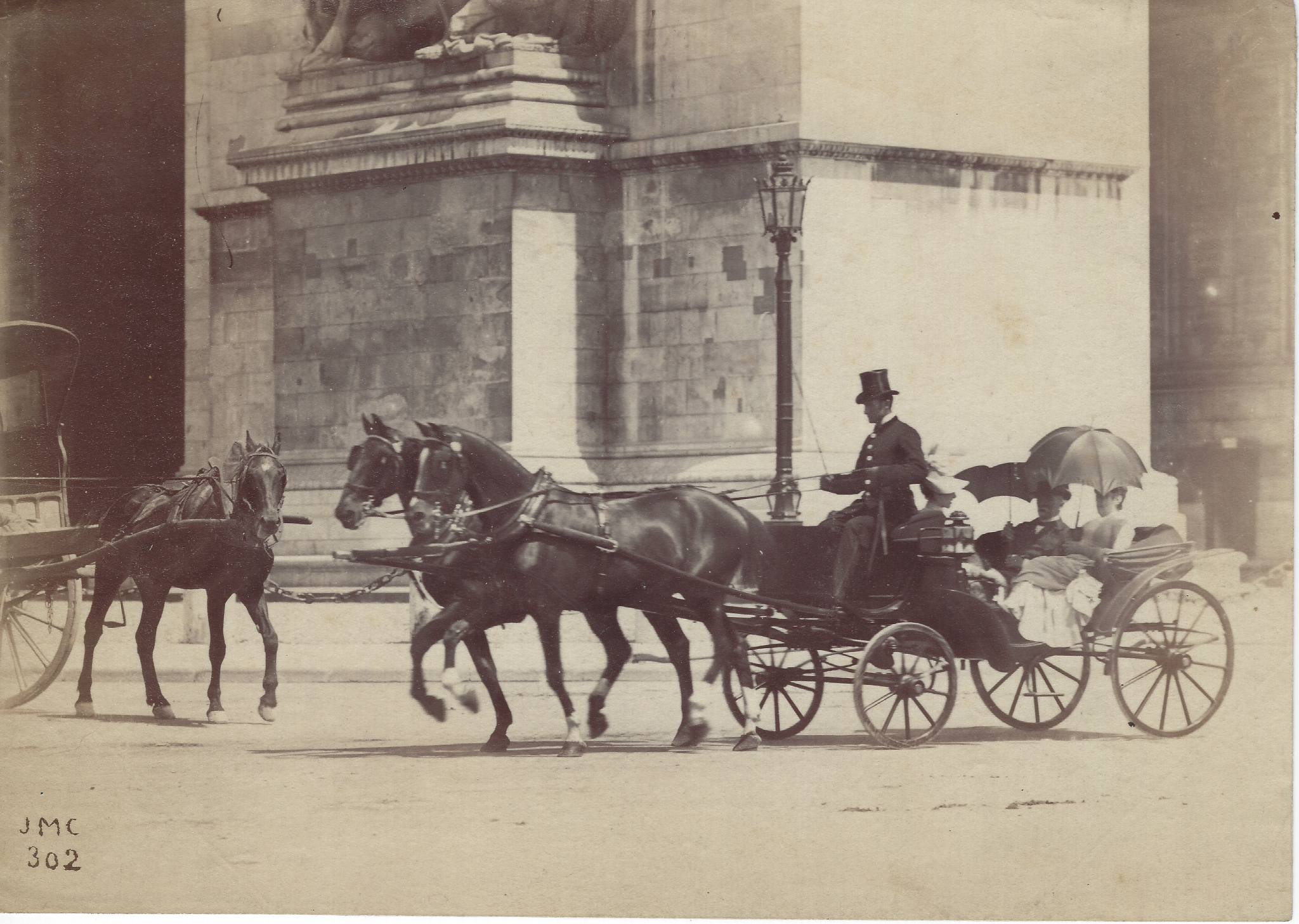
Calèche place de l'Étoile (Paris, ca. 1885-1890)